# Universidad Estatal Immanuel Kant de Rusia
La Universidad Estatal Immanuel Kant de Rusia (en ruso: Российский государственный университет имени Иммануэла Канта, Rossiysky gosudarstvennyy imeni Immanuela Kanta), también llamada cortamente como Universidad Kant (en ruso: Университет Канта, Universitet Kanta), conocida formalmente como la Universidad Estatal de Kalingrado 1967-2005), es una universidad en la ciudad rusa de Kaliningrado (antiguamente Königsberg).
La universidad conserva las tradiciones de su predecesora alemana, la Universidad de Königsberg, la cual fue nombrada después como Immanuel Kant en el 2005.

## Historia
La antigua Universidad de Königsberg fue comúnmente conocida como la Albertina. Esta fue la única universidad en Prusia Oriental y estaba especialmente centrada en las matemáticas y astronomía. El campus fue dañado severamente por los bombardeos aéreos en agosto de 1944 durante la Segunda Guerra Mundial. La Albertina fue cerrada después de que Königsberg fuera tomada por el Ejército Rojo.
Después de la guerra, Königsberg fue renombrada a Kaliningrado, y el nuevo Instituto Pedagógico Estatal de Kaliningrado usó el campus de la Albertina desde 1948 hasta 1967, incluyendo el edificio principal de la Albertina, inaugurado en 1862, en el cual algunas de las estructuras originales pueden aun ser vistas en la actualidad. En 1967, el instituto recibió es estatus de universidad y pasó a ser conocida como la Universidad Estatal de Kaliningrado.
En el 2005, durante las celebraciones de los 750 aniversarios de la fundación de Königsberg, el presidente de Rusia, Vladímir Putin, el canciller Gerhard Schröder de Alemania, anunciaron que la universidad sería renombrada como Universidad Estatal Rusa Immanuel Kant, en honor a Immanuel Kant.
Hasta el 2005, la universidad consistía en doce facultades con cursos que iban desde Ciencias Naturales hasta Humanidades. Tenía un aproximado de 12.800 estudiantes inscritos, tanto de nivel superior como de posgrado, y 580 personas en el cuerpo administrativo y docente. La Sociedad de Kant de la IKSUR fue creada para estudiar Kantianismo, o Filosofía Kantiana. La universidad también está interesada en enlaces históricos entre Königsberg y Rusia en especial en el siglo XVI.